# Ерёмин, Андрей Валерьевич
Андрей Валерьевич Ерёмин (род. 1 апреля 1998) — российский военнослужащий, гвардии старший лейтенант, Герой Российской Федерации (2023).

## Биография
Андрей Валерьевич Ерёмин родился 1 апреля 1998 года в городе Инза Ульяновской области.
Окончил среднюю школу в посёлке Глотовка Инзенского района.
В 2016—2021 годах курсант факультета специальной разведки Рязанского высшего воздушно-десантного командного училища имени генерала армии В. Ф. Маргелова.
После училища направлен на службу в 3-ю отдельную гвардейскую Варшавско-Берлинскую Краснознамённую орденов Жукова и Суворова бригаду специального назначения Главного управления Генштаба Министерства обороны Российской Федерации. В составе воинской части с февраля 2022 года принимал участие в российском вторжении на Украину.

## Награды
- Указом Президента России Владимира Путина   от 22 ноября 2023 г., за «за мужество и героизм, проявленные при исполнении воинского долга» удостоен звания Героя Российской Федерации[3][4]
- Орден «За заслуги перед Отечеством» 2-й степени с мечами (2023)
- Медаль «За отвагу»
- медаль Суворова